# 韋丹
韋丹（753年—810年9月8日），字文明，京兆府万年县（今陕西省西安市长安区）人，出自京兆韦氏郧公房，北周大司空韦孝宽六代孙，唐朝官员。

## 簡介
韦丹是韦孝宽之子韦津的后代，早年父母去世，他跟随外祖父太师顏真卿学习，颜真卿非常喜爱这个外孙。
韦丹长大后，舉明經，调任安远县县令，他將官職讓給庶出的兄長。又舉五經科，名列前茅，拜侍御史。後奉命作為新羅使臣，當時的慣例，使臣賣官來籌旅費，可以賣十個州、縣的官。韦丹認為是陋習，不願意這樣作，皇帝於是直接撥給銀錢，韋丹從此聞名朝廷。
韦丹回國後改任容州刺史，韦丹關心朝政，又建議皇帝下令，討伐不服從的藩鎮。皇帝大喜，封為觀察使，加爵武陽郡公。又歷任各地，任內水災旱災都施力救濟，任內查禁貪污，愛護百姓，大興善政，勸導農桑。
韋丹之後任裴誼曾上表唐憲宗為韋丹立祠刻石，但其置之不問；唐宣宗時代，朝廷將韋丹事蹟刻韋丹碑留念。(杜牧撰寫碑文）
李商隱有詩：“漢江遠弔西江水，羊祜韋丹盡有碑。”
曾任江西觀察使，為官清正。元和五年八月六日（810年9月8日），韦丹去世，虚岁五十八，元和六年七月壬寅（811年8月2日）葬于万年县少陵原。

## 家庭

### 六世祖
- 韦孝宽，北周郧国公[2]

### 曾祖
- 韦幼平，唐朝岐州参军[1]

### 祖父母
- 韦抱贞，唐朝梓州刺史[1]
- 琅邪颜氏，唐朝太师、鲁郡文忠公颜真卿姐妹[2]

### 父亲
- 韦政，唐朝雒县县丞，赠虢州刺史[2]

### 夫人
- 清河崔氏，唐朝支江县县令崔讽之女[2]
- 兰陵萧氏，唐朝中书令萧华孙女，殿中侍御史萧恒之女[2]

### 子女
- 韦寘[2]
- 韦宙，唐朝检校尚书左仆射同平章事、岭南节度使
- 韦岫，唐朝福建观察使